# 김병준 (육상 선수)
김병준(金秉俊, 1991년 8월 15일~)은 110m허들을 주종목으로 하고 있는 대한민국의 육상 선수다. 2014년 인천 아시안 게임 110m허들 결선에서 13초43으로 한국신기록을 수립하며 은메달을 획득했다.

## 학력
- 대구체육고등학교

## 수상
- 2009년 제90회 전국체육대회 남자고등부 110m 허들 1위
- 2010년 고성통일전국실업육상경기대회 남자 110m 허들 3위
- 2011년 제23회 전국실업단대항육상경기대회 남자 110m 허들 1위
- 2012년 제41회 전국종별육상경기선수권대회 남자 110m 허들 1위
- 2012년 제66회 전국육상선수권대회 남자 110m 허들 1위
- 2013년 대만오픈육상경기선수권대회 남자 110m 허들 1위
- 2013년 제67회 전국육상경기선수권대회 남자 110m 허들 1위
- 2013년 제41회 KBS배 전국육상경기대회 남자 110m 허들 2위
- 2013년 제6회 동아시아경기대회 육상 남자 110m 허들 2위
- 2013년 제94회 전국체육대회 육상 남자일반부 110m 허들 1위
- 2014년 제42회 KBS배 전국육상경기대회 남자 110m 허들 2위
- 2014년 제68회 전국육상경기선수권대회 남자 110m 허들 1위
- 2014년 제17회 인천아시아경기대회 남자 110m 허들 2위